# Kinect
Kinect per a Xbox 360, o simplement Kinect (originalment conegut amb el nom en clau «Project Natal»), és «un controlador de jocs lliure i d'entreteniment» creat per Alex Kipman, desenvolupat per Microsoft per a la videoconsola Xbox 360, i properament per a PC basats en Windows 8. Kinect permet als usuaris controlar i interaccionar amb la consola sense necessitat de contacte físic amb un controlador de videojocs tradicional, mitjançant una interfície natural d'usuari que reconeix gestos, reconeixement de la parla i comandes de veu, objectes i imatges. El dispositiu té com a objectiu primordial ampliar l'ús de la Xbox 360, més enllá de la base de jugadors que en posseeix una en l'actualitat. Kinect competeix amb els sistemes Wii MotionPlus i PlayStation Move, que també controlen el moviment corporal per a les consoles Wii i PlayStation 3, respectivament.

## Història
Microsoft Research invertí vint anys en el desenvolupament de la tecnologia del Kinect, en corcodança amb les paraules de Robert J.Bach. Kinect fou anunciat per primera vegada l'1 de juny del 2009 a la Electronic Entertainment Expo 2009 amb el nom de "Project Natal".

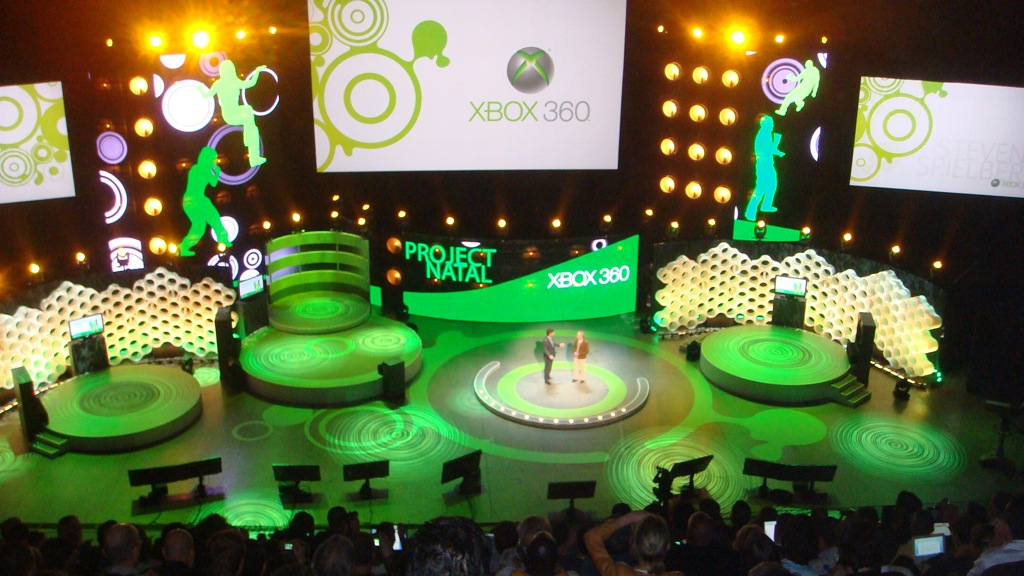
Primer anunci del Projecte Natal (Kinect).

El nom en clau, «Projecte Natal», respon a la tradició de Microsoft d'utilitzar ciutats per a noms en clau Alex Kipman, director de Microsoft, qui covà el projecte, decidí de posar-li el nom de la ciutat brasilera Natal com a homenatge al seu país d'origen i pel significat de la paraula natal «del o en relació al naixement», la qual reflecteix l'opinió de Microsoft sobre el projecte, «el naixement de la propera generació de dispostius per a l'entreteniment domèstic». Poc temps abans de la E3 2010 alguns weblogs toparen amb un anunci, que suposadament es filtrà al web italià de Microsoft, suggerint el nom de Kinect per al projecte. Poc després la mateixa Microsoft ho confirmà juntament amb els detalls d'una nova Xbox360 amb un disseny més estilitzat.
El 13 de juny del 2010, Microsoft revelà abans de la mostra a la Electronic Entertainment Expo 2010 que el nom oficial del dispositiu seria Kinect.
Kinect fou llençat als Estats Units el 4 de novembre del 2010 i a Europa el 10 de novembre del 2010. Llençat a Australia, Nueva Zelanda y Singapur el 18 de novembre del 2010, y al Japó el 20 de noviembre del mateix any. Les opcions de compra per al sensor Kinect inclou: un paquet amb el dispositiu i la consola Xbox 360, amb una memoria de 4 GB o 250 GB i el joc Kinect Adventures, un paquet que inclou el sensor amb el joc Kinect Adventures i un altre (per temps limitat) que inclou el dispositiu Kinect amb el joc Kinect Adventures i un codi que permet descarregar el joc Child of Eden

## Llançament

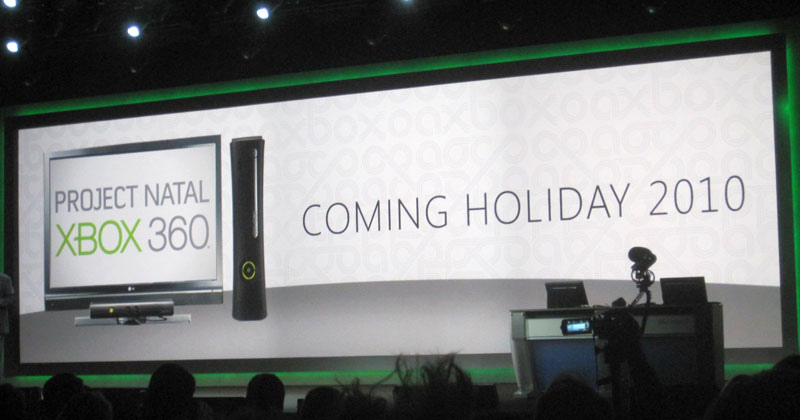
Bandera promocional del projecte Natal/Kinect que es mostra al E3 2010

Microsort té un pressupost en publicitat als Estats Units de 500 milions de dolars per al llançament de Kinect, una quantitat major que la inversió en el llançament de la consola Xbox. Els plans inclouen anunciar el Kinect a la pàgina principal de Youtube, anuncis a Disney Channel i Nickelodeon, així com a "Dancing with the Stars" i "Glee". Els anuncis impresos es publicaren a la Revista People i InStyle, mentres que marques com Pepsi, Kellog's i Burger King també el publiciten. També fou anunciat puntualment al Times Square a Nova York.
El 19 d'Octubre, abans del llançament del Kinect, Microsoft l'anuncià a The Oprah Winfrey Show donant gratis una Xbox360 i un Kinect a cadascun dels assistents del públic del programa. Posteriorment realitzà la mateixa acció a The Ellen Show i Late Night With Jimmy Falcon.
El 23 d'Octubre, Microsoft celebrà una festa de prellançament per al Kinect a Beverly Hills. La festa organitzada per Ashley Tisdale comptà amb l'assistencia del astre del fútbol David Becham i els seus 3 fills, Cruz, Brooklyn i Romeo. Els convidats tingueren l'oportunitat de gaudir de sessions de demostració de Dance Central, i Kinect Adventures. L'1 de novembre del 2010, Burger King regalà un paquet de Kinect gratis "cada 15 minuts". La promoció finalitzà el 28 de novembre del 2010.

## Tecnologia

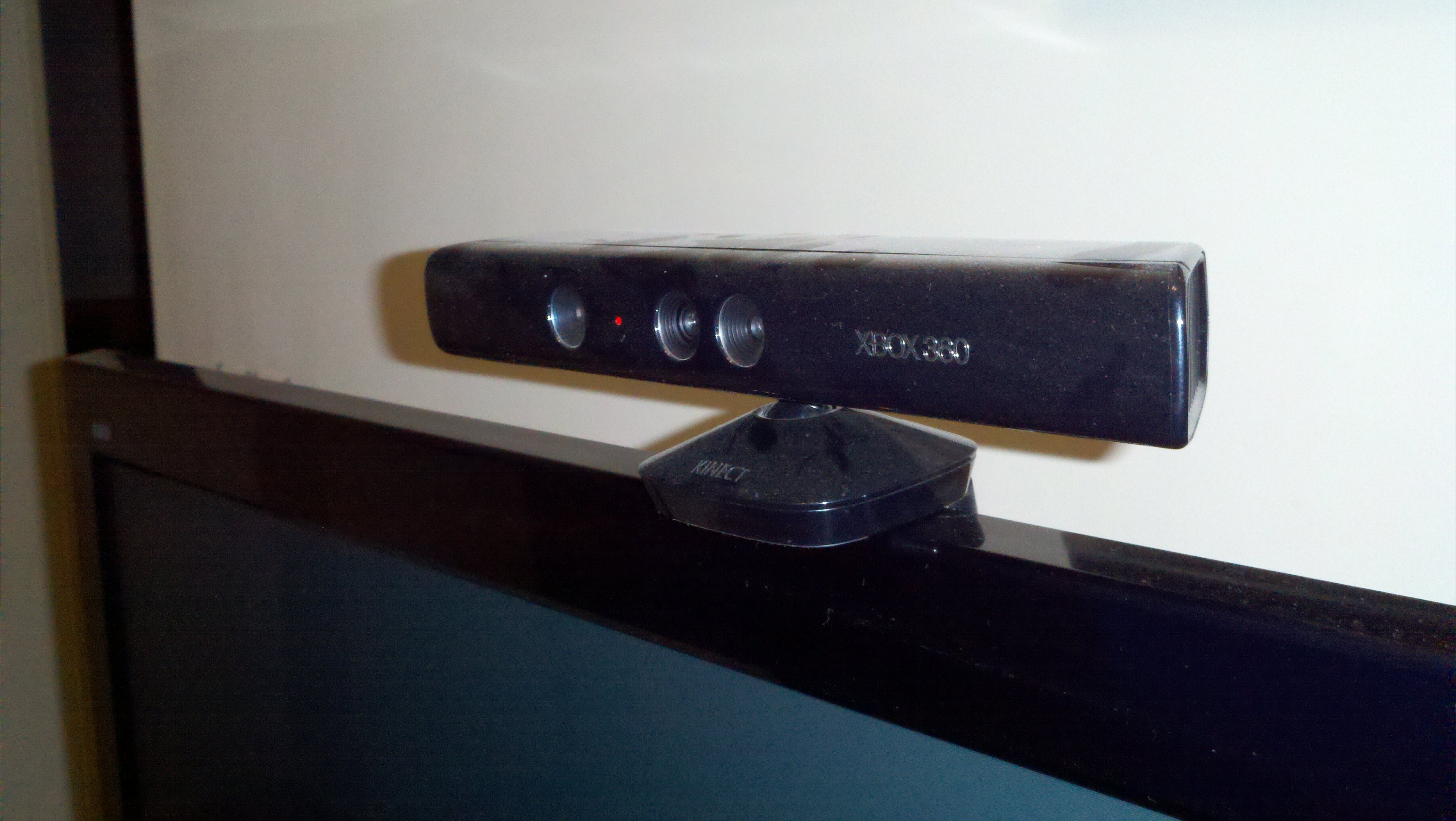
El sensor Kinect de Microsoft instal·lat a un televisor Television

El sensor Kinect és una barra horitzontal d'aproximadament uns 23 cm (9 polzades) connectada a una petita base circular amb un eix d'articulació de ròtula. Està dissenyat per a ser disposat longitudinalment a sobre o a sota de la pantalla de vídeo.
El dispositiu compta amb una càmera RGB, un sensor de profunditat, un micròfon de múltiples matrius i un processador personalitzat que executa el software patentat, que proporciona una captura del moviment de tot el cos en 3D, reconeixement facial i capacitats de reconeixement de la parla. El micrófon de matrius del sensor del Kinect permet a la Xbox 360 dur a terme la localització de la font acústica i la supressió del soroll d'ambient, permetent l'ús del chat Xbox Live sense ús d'auriculars, és un sistema basat en el control actiu de soroll.

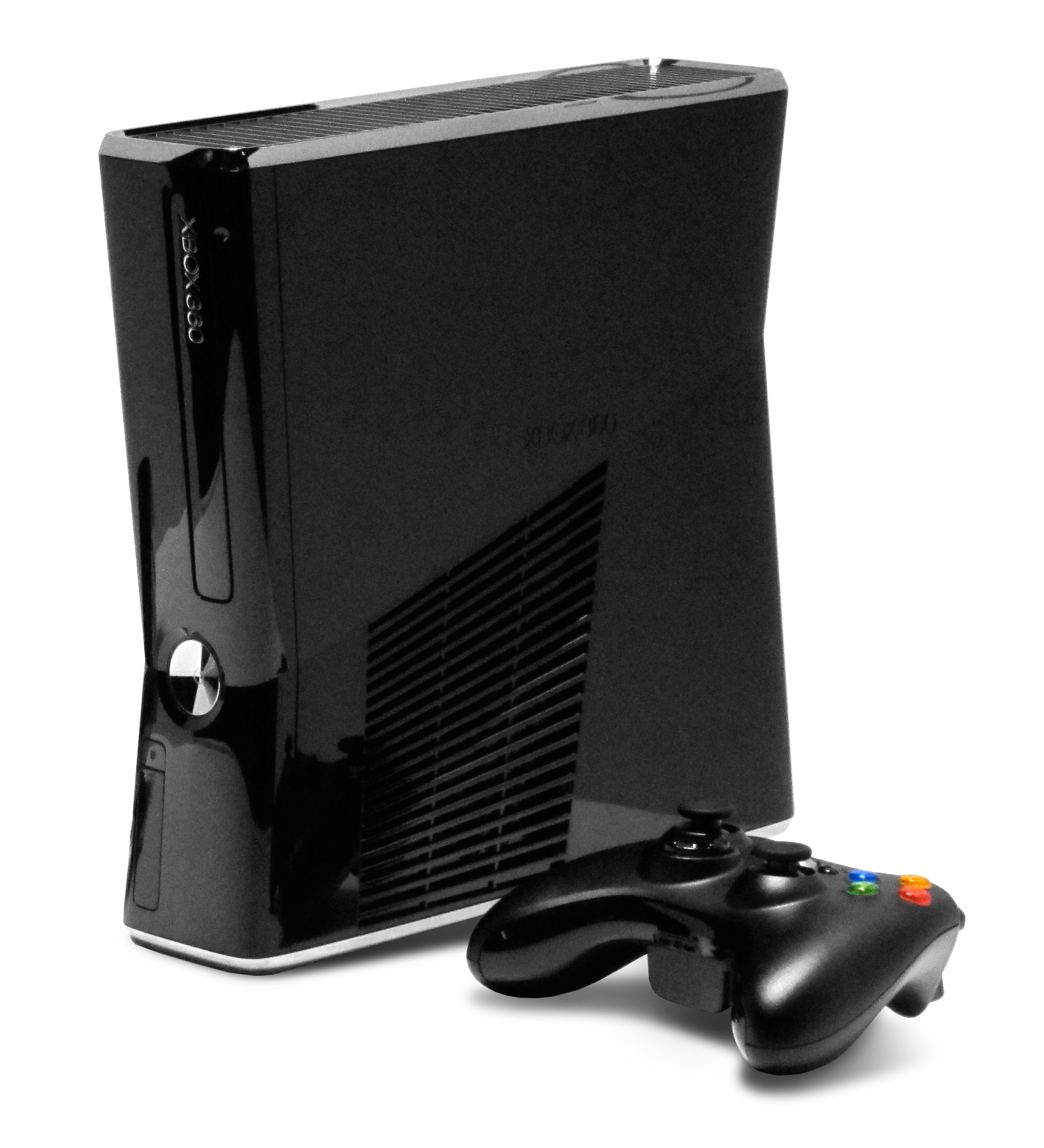
Consola Xbox 360.

El sensor conté un mecanisme d'inclinació motoritzat i en cas de fer servir el model original de Xbox 360 ha de connectar-se a una pressa de corrent externa, ja que el connector USB d'aquest model no pot proveir-lo de l'alimentació suficient. En el cas del model de Xbox360 S això no resulta necessari, ja que aquest model compta amb una presa especialment dissenyada per a connectar-hi el Kinect i proporcionar-li el corrent necessari per al seu correcte funcionament.
El sensor de profunditat és un projector d'infrarojos combinat amb un sensor CMOS monocromo que permet al Kinect veure l'habitació en 3D en qualsevol condició de llum ambiental. El rang de detecció de la profunditat del sensor és ajustable gràcies al software del Kinect amb capacitat de calibrar automàticament el sensor, basant-se en la jugabilitat i l'ambient físic del jugador evitant obstacles com ara sofàs o d'altre mobles.

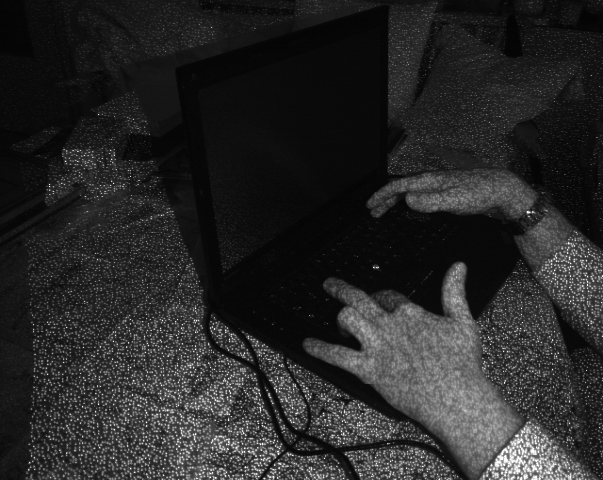
Imatge d'infrarojos que el Kinect empra per a calcular el

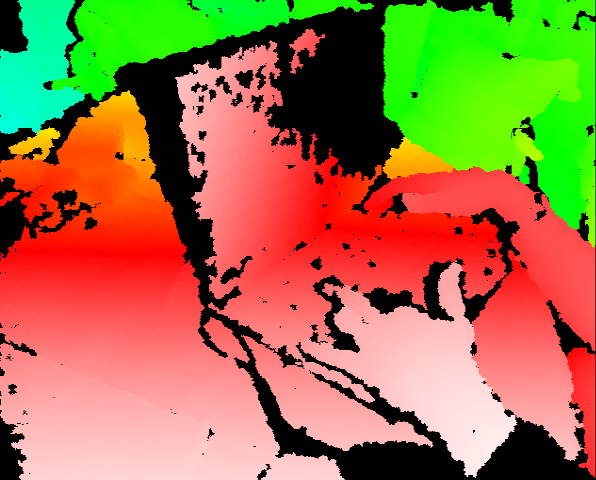
El mapa de profunditat es mostra en aquesta imatge amb gradient de colors de blanc (proper) a blau (llunyà)

Processos d'enginyeria inversa han determinat que el sensor Kinect dona com a sortida un senyal de vídeo amb una freqüencia de quadre de 30Hz. Aquest torrent de vídeo RGB a 8bits usa una resolució VGA de 640x480 pixels amb un filtre de color Bayer. Per altra banda, el sensor de profunditat amb vídeo monocrom, proporciona també un torrent VGA de 640x480 pixels amb una profunditat d'11 bits resultant amb una sensibilitat de 2048 nivells. El sensor Kinect té un marge pràctic d'ús d'entre 1,2 i 3,5 metres de distància en ser usat amb el software de la Xbox. L'àrea necessària per a jugar al Kinect és aproximadament de 6m², de tota manera el sensor en si, pot detectar el moviment amb un rang major de distància comprès entre 0,7 i 6 metres. El sensor té un angle de visió horitzontal de 57º i de 43º en angle vertical. El pivot motoritzat que subjecta el dispositiu té la capacitat d'inclinar el sensor verticalment amb un angle de 27º tant amunt com avall. El sector útil del sensor es troba a un mínim de 0,8 metres en el camp horitzontal i de 0,87 metres en el vertical donant una resolució per sobre de 1,3mm per pixel.
L'array de microfons del sensor disposa de 4 càpsules electret i cada canal opera amb audio de 16 <<bits>> de profunditat amb una freqüència de mostreig de 16 <<kHz>>.
El hardware del Kinect es basa en un disseny de referènciat a la tecnologia 3D-calor de la companyia Israeliana de desenvolupament PrimeSense Ltd.

## Programari
Calen com a mínim de 190MB d'espai d'emmagatzament disponible, el software del sistme Kinect permet als usuaris utilitzar la interfície de la consola Xbox360 mitjançant comandes de veu i gestos amb les mans. Kinect utilitza tècniques de reconeixement de veu i reconeixement facial per a la identificació automàtica dels usuaris. Entre les aplicacions de vídeo que utilitza el Kinect per a realitzar chat de veu i/o vídeo amb altres usuaris s'hi troba Windows Live Messenger. L'aplicació pot utilitzar la funcionalitat de seguiment del Kinnect i el sensor de gir motoritzat per ajustar la càmera perquè l'usuari es mantingui en el marc, fins i tot quan es mou. D'altres aplicacions promogudes pel Kinect son ESPN per l'Xbox360 i Zune a l'Xbox Live.
Els jocs que només es poden jugar amb Kinect conten amb una etiqueta morada a la portada, amb "Kinect" escrit a la part superior amb lletres blanques. Els jocs que requereixen Kinect tenen una etiqueta púrpura mostrant una silueta blanca del sensor Kinect amb lletres blanques explicitant "Requereix Sensor Kinect". Els videojocs que tenen suport opcional per al Kinect (no és necessari per a jugar-hi però si que hi tenen parts on es pot emprar) tindran un distintiu on es llegirà "Millor amb el Sensor Kinect".
Al setembre del 2009 s'aunciaren els desenvolupadors de videojocs per a Kinect confirmats per Microsoft. Entre ells es troben Activision Blizzard, Bethesda Softworks, Capcom, Disney Interactive, Electronic Arts, Konami, MTV Games, Namco Bandai, Sega, Square Enix, THQ Inc. i Ubisoft. Fins ara s'han anunciat 16 videojocs per al Kinect, junt amb altres títols que han estat confirmats per a donar suport al dispositiu.
El novembre de 2010, Industries Adafruit oferí una recompensa per a un controlador de codi obert per al Kinect. El 10 de Novembre s'anuncià a l'espanyol Héctor Martín com el guanyador, que emprant métodes d'enginyeria inversa amb el Kinect i desenvolupà un controlador per GNU/Linux que permet l'ús de la càmera RGB i de les funcions de percepció de profunditat.

## Videojocs compatibles
Aquesta és una llista dels videojocs compatibles amb Kinect.

### Publicats
| Títol                                     | Desenvolupador         | Publicador                             | Asia       | Europa     | Amèrica del Nord | Exclusiu | Només Kinect |
| ----------------------------------------- | ---------------------- | -------------------------------------- | ---------- | ---------- | ---------------- | -------- | ------------ |
| Adrenalin Misfits (Crossboard 7 a Europa) | Konami                 | Konami                                 | 2010-11-20 | 2010-11-10 | 2010-11-04       | Sí       | Sí           |
| Dance Central                             | Harmonix Music Systems | MTV Games                              | 2011       | 2010-11-10 | 2010-11-04       | Sí       | Sí           |
| Dance Masters (Dance Evolution a Europa)  | Konami                 | Konami                                 | 2010-11-20 | 2010-11-10 | 2010-11-04       | Sí       | Sí           |
| Def Jam Rapstar                           | Terminal Reality       | Konami                                 | 2010-11-04 | 2010-11-05 | 2010-10-05       | No       | No           |
| Fighters Uncaged                          | AMA Studios            | Ubisoft                                | TBA        | 2010-11-20 | 2010-11-4        | Sí       | Sí           |
| Game Party in Motion                      | FarSight Studios       | Warner Bros. Interactive Entertainment | TBA        | 2010-11-10 | 2010-11-18       | Sí       | Sí           |
| Kinect Adventures                         | Good Science Studio    | Microsoft Game Studios                 | 2010-11-20 | 2010-11-10 | 2010-11-04       | Sí       | Sí           |
| Kinect Joy Ride                           | BigPark                | Microsoft Game Studios                 | 2011       | 2010-11-10 | 2010-11-04       | Sí       | Sí           |
| Kinect Sports                             | Rare                   | Microsoft Game Studios                 | 2010-11-20 | 2010-11-10 | 2010-11-04       | Sí       | Sí           |
| Kinectimals                               | Frontier Developments  | Microsoft Game Studios                 | 2010-12-09 | 2010-11-10 | 2010-11-04       | Sí       | Sí           |
| MotionSports                              | Ubisoft                | Ubisoft                                | TBA        | 2010-11-10 | 2010-11-04       | Sí       | Sí           |
| Sonic Free Riders                         | Sonic Team             | Sega                                   | 2010-11-20 | 2010-11-10 | 2010-11-04       | Sí       | Sí           |
| The Biggest Loser: Ultimate Workout       | Blitz Games Studios    | THQ                                    | TBA        | 2010-11-10 | 2010-11-04       | Sí       | Sí           |
| Your Shape: Fitness Evolved               | Ubisoft                | Ubisoft                                | 2010-12-09 | 2010-11-10 | 2010-11-04       | Sí       | Sí           |
| Zumba Fitness                             | Pipeworks Software     | Majesco Entertainment                  | TBA        | 2010-11-26 | 2010-11-18       | No       | Sí           |

### Anunciats
| Títol                                                                         | Desenvolupador          | Publicador                  | Asia       | Europa     | Amèrica del Nord | Exclusiu | Només Kinect |
| ----------------------------------------------------------------------------- | ----------------------- | --------------------------- | ---------- | ---------- | ---------------- | -------- | ------------ |
| Body and Brain Connection (Dr. Kawashima's Body and Brain Exercises a Europa) | Namco Bandai            | Namco Bandai                | 2010-11-20 | Q1 2011    | Q1 2011          | Sí       | Sí           |
| Brunswick Pro Bowling                                                         | FarSight Studios        | Crave Entertainment         | TBA        | TBA        | 2010-11-30       | No       | Sí           |
| Child of Eden                                                                 | Q Entertainment         | Ubisoft                     | TBA        | 2011-02-28 | Spring 2011      | No       | No           |
| Codename D                                                                    | Grasshopper Manufacture | Microsoft Game Studios      | TBA        | TBA        | TBA              | Sí       | Sí           |
| Power Up Heroes                                                               | Ubisoft                 | TBA                         | TBA        | TBA        | Sí               | Sí       |              |
| Dance Central 2                                                               | Harmonix Music Systems  | MTV Games                   | TBA        | TBA        | TBA              | Sí       | Sí           |
| Dance on Broadway                                                             |                         | Ubisoft                     | TBA        | TBA        | 2011-1-14        | No       | Sí           |
| Dance Paradise                                                                |                         | Mindscape, Universal Music  | TBA        | 2010-11-10 | TBA              | Sí       | Sí           |
| Deca Sports Freedom (Sports Island Freedom a Europa)                          | Hudson Soft             | Konami                      | 2010-12-16 | 2010-11-26 | 2010-11-18       | Sí       | Sí           |
| EA Sports Active 2.0                                                          | EA Vancouver            | EA Sports                   | TBA        | 2010-11-19 | 2010-11-16       | No       | Sí           |
| Fantastic Pets                                                                | Blitz Games Studios     | THQ                         | TBA        | Marzo 2011 | Marzo 2011       | Sí       | Sí           |
| Forza Motorsport 4                                                            | Turn 10 Studios         | Microsoft Game Studios      | 2011-12-02 | 2011-12-02 | 2011-12-02       | Sí       | No           |
| Get Fit With Mel B                                                            | Lightning Fish Studios  | Deep Silver                 | TBA        | 2010-11-26 | TBA              | No       | Sí           |
| Grand Slam Tennis 11                                                          | EA Canada               | EA Sports                   | TBA        | TBA        | TBA              | No       | Sí           |
| Haunt                                                                         | NanaOn-Sha              | Microsoft Game Studios      | TBA        | TBA        | TBA              | Sí       | Sí           |
| Harry Potter i les Reliquies de la Mort: Part I                               | EA Bright Light         | Electronic Arts             | TBA        | 2010-11-19 | 2010-11-16       | No       | No           |
| Kinect Sports: Season 2                                                       | Rare                    | Microsoft Game Studios      | 2011       | 2011       | 2011             | Sí       | Sí           |
| Kinect Star Wars                                                              | Terminal Reality        | LucasArts                   | TBA        | 2011       | 2011             | Sí       | Sí           |
| Michael Jackson: The Experience                                               | Ubisoft Montreal        | Ubisoft                     | TBA        | 2011-02-25 | 2010-11-23       | No       | Sí           |
| Michael Phelps: Push Limit                                                    | Blitz Games Studios     | 505 Games                   | TBA        | TBA        | TBA              | TBA      | TBA          |
| Milo and Kate                                                                 | Lionhead Studios        | Microsoft Game Studios      | TBA        | TBA        | TBA              | Sí       | Sí           |
| Project Draco (trabajando titulo)                                             | Grounding Inc.          | Microsoft Game Studios      | TBA        | TBA        | TBA              | Sí       | Sí           |
| Rise of Nightmares                                                            | Sega                    | Sega                        | TBA        | TBA        | TBA              | Sí       | Sí           |
| SpongeBob SquarePants game                                                    |                         | THQ                         | 2011       | 2011       | 2011             | No       | Sí           |
| Steel Battalion: Heavy Armor                                                  | Capcom                  | Capcom                      | TBA        | TBA        | TBA              | Sí       | Sí           |
| UFC Trainer                                                                   | Yuke's                  | THQ                         | TBA        | 2011       | Junio 2011       | No       | Sí           |
| Yoostar2                                                                      | Blitz Games Studios     | Yoostar Entertainment Group | TBA        | TBA        | TBA              | No       | Sí           |
| You Don't Know Jack                                                           |                         | THQ                         | TBA        | TBA        | 2011             | No       | Sí           |
| Kinect Band                                                                   | Electronic Arts         | MTV Games                   | TBA        | TBA        | TBA              | Sí       | Sí           |

El Kinect ha tingut crítiques majoritàriament positives; el lloc web IGN el puntuà amb un 7,5 sobre 10 i comentà que <<(el dispositiu) pot proporcionar una gran quantitat de diversió per als jugadors casuals i el concepte creatiu i lliure del controlador resulta innegablement atractiu>>,tot i això també indicà que el <<per 149,00 USD, un accessori que és bàsicament una càmera que detecta el moviment és una adquisició delicada, considerant sobretot si es compara amb el preu de la Xbox360, la qual costa al voltant de 199,99 USD per sí sola. Game Informer Li donà una qualificació de 8 sobre 10 i, tot i que n'elogià la tecnologia, també remarcà el fet que es requeria d'un cert temps per a acostumar-se al seu ús i a més que el requeriment espacial (molts usuaris destaquen que en menjadors petits no és possible jugar) podia plantejar un obstacle. Computer and Video Games el catalogà com una joia tecnológica, elogiant-ne els controls per veu i gestos, també en criticà la línea de jocs disponible al moment del seu llançament així com el Kinect Hub, una versió simplificada d'opcions en pantalla dissenyada per al sensor de Kinect i la funció de la qual és facilitar la navegació pel menú principal de la consola. Finalment n'atorgà una puntuació de 8,8 sobre 10. Alhora, CNET li dona una qualificació de 3,5 de 5, al considerar que el dispositiu mantenia als jugadors actius, i és difícil d'enganyar, ja que disposa d'un sensor que detecta el moviment del cos sencer, tot i que en qualificà negativament aspectes com la sincronització de la corba d'aprenentatge, la font d'alimentació addicional necessària per a les versions antigues de la Xbox 360, els requeriments espacials així com els requisits de duració per a alguns jocs, a més de remarcar el fet que la sensació de novetat inherent en la navegació del menú i vídeo desapareix al cap de poc d'utilitzar l'accessori. Engadget li donà una qualificació baixa de 6 sobre 10, perquè tot i que n'elogià la tecnologia i el potencial dels seus jocs de yoga i ball, en criticà el gran requeriment d'espai, la lentitud de la interfície d'usuari quant al moviment de les mans i la seva primera línea de jocs. Kotaku mencionà que Kinect resultaba revolucionari al seu primer ús, però a vegades els jocs eren incapaços de reconèixer alguns moviments o son lents per assimilar-los. El blog citat subratllà que l'experiencia de l'usuari és inconsistent si es té en compte l'absencia d'una aplicació o joc asesí, a més de comentar que l'accessori ha de ser quelcom més que una simple substitució de controls remots per a valer el seu preu: <<no és encara quelcom del tot imprescindible [el Kinect] més aviat quelcom que podria resultar eventualment imprescindible>>. El lloc web 1UP.com li donà una B- com a avaluació final, comentant que encara que <<el Kinect és una gran novetat per a les reunions familiars i entre amics que no son típicament jugadors, cal bastant d'espai per a poder utilitzar-lo, i la majoria de gent no disposa d'un espai prou ampli davant al seu televisor com per a poder jugar adequadament amb l'accessori>>.
Des del punt de vista del disseny tècnic, Ars Technica expressà preocupació quant al fet que l'element central del Kinect, això és la seva falta de controladors, podría obstaculitzar el desenvolupament dels videojocs més enllà d'aquells que tinguin ja sigui jugadors estacionaris o que controlin el moviment del jugador de forma automàtica; en la seva ressenya, s'enfocà en la similitud dels géneres dels jocs debutants inclosos amb el "hardware" dient que aquests no eren capaços de «mostrar un major domini», així, Ars Technica predigué que Microsoft necesitaría llençar eventualment u controlador tipus Playstation Move per tal de superar aquesta limitació.
La premsa dels EUA també valorà positivament el Kinect; "USA Today" la comparà amb el sistema de controls futurista vist a la pel·lícula "Minority Report" (2002), a més de comentar que "jugar jocs amb l'accessori resulta genial", li donà una puntuació de 3,5 de 4 estrelles. David Pogue, de The New York Times digué que tot usuari sentirà «una empenta boja, màgica i maravellosa el primer cop que utilitzi el Kinect». Tot i considerar que la lectura de moviments resulta menys precisa que l'implemetació de la Wii (Wii MotionPlus), Pogué conclogué en la seva ressenya que <<la tecnologia impressionant del Kinect crea una activitat completament nova que resultar ser social, per a totes les edats i fins i tot atlética. The Globe and Mail el catalogà fins i tot com «un nou producte estandard per al control basat en el moviment»; per a la publicació mencionada, el lleuger retar que posseeix l'accessori per a detectar un moviment físic no fou considerat com un obstacle notable al jugar a la majoria de títols disponibles i conclogué que el Kinect es «un bon producte innovador», donant-li una puntuació de 3,5 de 4 estrelles.